# Björktandvinge
Björktandvinge (Notodonta dromedarius) är en fjäril i familjen tandspinnare.

## Kännetecken
Fjärilen har ett vingspann på 35 till 43 millimeter för hanen. Honan är något större med ett vingspann på mellan 39 och 48 millimeter. Mellankroppen är mörkgrå med rödbrun fläck. Framvingarna är gråbruna med diffusa rödbruna fläckar. Larven är 35 till 45 millimeter lång som fullvuxen med varierande färg, från grön till rödbrun. Ryggen har pucklar på segment 4 till 7 och 11. Pucklarna på segment 4 och 7 är mindre än de andra.

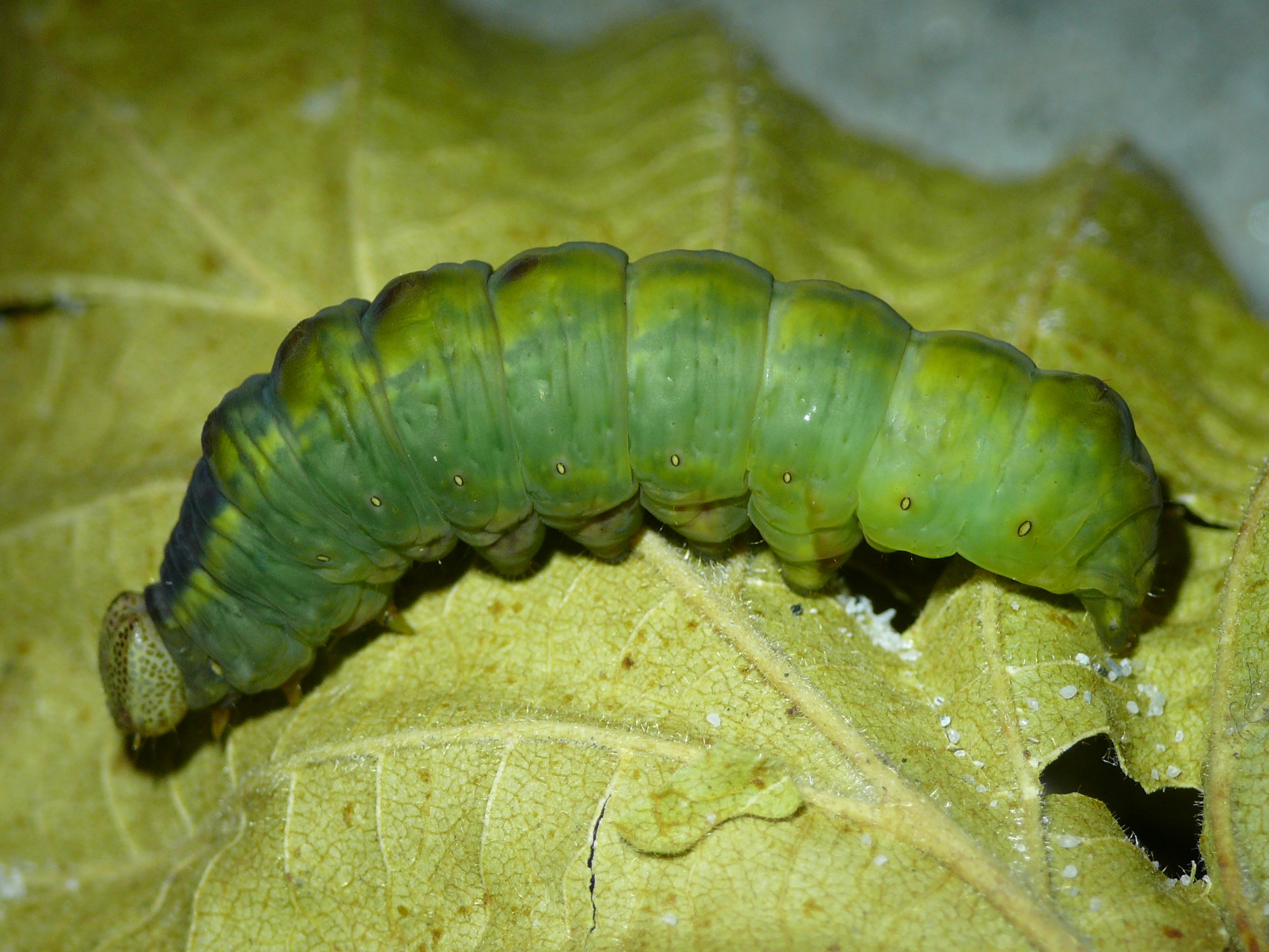
Larv

## Utbredning
Björktandvingefinns i större delen av Norden. I Sverige är den ganska vanlig upp till Dalälven, norr därom är den sällsyntare, men den har återfunnits norrut till Torne träsk. Den finns från Iberiska halvön och österut genom Centraleuropa och Turkiet och vidare genom Ryssland till Kolahalvön.

## Levnadssätt
Björktandvingefinns finns i löv och blandskog men även på buskrika marker. Den flyger på nätterna, i södra Norden i två generationer, den första från början av maj till slutet av juni, den andra från mitten av juli till slutet av augusti. Längre norrut förekommer bara en generation från slutet av juni till slutet av juli. Äggen läggs enstaka på undersidan av blad. Värdväxt är oftast björk, al, viden, asp och hassel. Larven sitter ofta i en karakteristisk s-formad viloställning. Den är fullvuxen från slutet av augusti till slutet av september och kryper då ner på marken för att förpuppa sig i en kokong. Puppan övervintrar, i norr förmodligen mer än en vinter.